# إلبورغو
بلدية إلبورغو (بالإسبانية: Elburgo) هي بلدية تقع في مقاطعة ألافا التابعة لإقليم الباسك شمال إسبانيا.

## الديموغرافيا
يبلغ عدد سكان بلدية إلبورغو 623 نسمة عام 2011 (وفقاً للمعهد الوطني للإحصاء الإسباني).
| 192 | 269 | 424 | 475 | 524 | 541 | 623 |